# Xysticus caucasius
Xysticus caucasius är en spindelart som beskrevs av Ludwig Carl Christian Koch 1878. Xysticus caucasius ingår i släktet Xysticus och familjen krabbspindlar. Inga underarter finns listade i Catalogue of Life.